# Ikiru
Ikiru (Japans: 生きる) is een Japanse film uit 1952, geregisseerd door Akira Kurosawa. De film vertelt het verhaal van een bureaucraat uit Tokio en zijn laatste zoektocht naar 'de betekenis'. In de film speelt onder andere Takashi Shimura.

## Verhaal
Kanji Watanabe (Takashi Shimura) is een man van middelbare leeftijd die dertig jaar lang een oninteressante bureaucratische baan gehad heeft. Zijn vrouw is overleden en zijn zoon en schoondochter, met wie hij samenleeft, lijken zich voornamelijk zorgen te maken over het pensioen van Watanabe en hun erfenis indien hij overlijdt.
Nadat hij te horen krijgt dat hij nog minder dan een jaar te leven heeft omdat maagkanker bij hem is geconstateerd, doet Watanabe een poging om in het reine te komen met zijn naderende dood. Hij is van plan zijn zoon over de ziekte te vertellen, totdat hij merkt dat zijn zoon geen aandacht aan hem besteedt en hij besluit niets te zeggen. Vervolgens probeert hij plezier te hebben in het nachtleven van Tokio, maar na één nacht realiseert hij zich dat dit niet de oplossing kan zijn. In een nachtclub doet Watanabe een verzoekje aan de pianist en zingt "Gondola no Uta", een ballade die jonge vrouwen aanmoedigt om hun liefde te vinden, aangezien het leven kort is. Hij zingt het lied vol verdriet en zijn zang is van grote invloed op de mensen die naar hem kijken.
De daaropvolgende dag ontmoet Watanabe bij toeval een van zijn voormalige ondergeschikten. Deze ontmoeting zorgt ervoor dat hij gaat streven naar een andere weg. Hij voelt zich aangetrokken door haar vreugdevolle liefde voor het leven en enthousiasme. Hij zegt haar dat hij graag eens een dag zoals haar zou leven, op een zorgeloze en jeugdige manier. Ze onthult dat haar blijheid komt doordat ze een nieuwe baan heeft waarbij ze speelgoed maakt, wat haar het gevoel geeft alsof ze aan het spelen is met alle kinderen van Japan.
Watanabe is geïnspireerd door haar voorbeeld. Hij wijdt de rest van de tijd die hij nog te besteden heeft aan een prestatie die de moeite waard is, voor zijn leven eindigt. Door zijn aanhoudende inspanning overwint hij de eentonigheid van zijn voormalige werkniveau en verandert hij een beerput in een speelplaats voor kinderen.
In het laatste stuk van de film proberen voormalige collega's van Watanabe te achterhalen wat de aanleiding is van de drastische verandering in het gedrag van hem. Zijn transformatie van bureaucraat naar gepassioneerd advocaat brengt hen in verwarring, totdat ze beseffen dat hij geweten moet hebben dat hij stervende was. Ze deden een belofte aan zichzelf dat ze hun leven hetzelfde zouden gaan leven als Watanabe gedaan had - met dezelfde toewijding en passie -, maar terug op het werk ontbreekt hen de moed van hun nieuwe overtuiging.
Een bekende scène uit de film is de laatste paar momenten uit Watanabe's leven, als hij op de schommel zit op de speelplaats die hij zelf gebouwd heeft. Als het begint te sneeuwen, laat Watanabe een liefdevolle blik over de speelplaats glijden, in vrede met zichzelf en de wereld. Dan begint hij weer "Gondola no Uta" te zingen.

## Rolverdeling
| Acteur          | Personage      | Opmerkingen |
| --------------- | -------------- | ----------- |
| Takashi Shimura | Kanji Watanabe | hoofdrol    |
| Shinichi Himori | Kimura         |             |
| Haruo Tanaka    | Sakai          |             |
| Minoru Chiaki   | Noguchi        |             |
| Bokuzen Hidari  | Ohara          |             |

## Ontvangst
De film heeft een 100% positieve waardering gebaseerd op 30 beoordelingen van critici op Rotten Tomatoes. Op de lijst van 500 beste films aller tijden uit 2008 van Empire staat Ikiru op nummer 459. In 2010 plaatste Empire de film op nummer 44 in de lijst van 100 beste films ter wereld.
Filmcriticus Roger Ebert voegde de film toe aan zijn collectie van "Great Movies" in 1996. Hij zei: "Ik kijk Ikiru elke vijf jaar wéér, en elke keer doet het me wat, en zet het me aan het denken. En hoe ouder ik word, hoe minder ik Watanabe op een aandoenlijke, oude man vind lijken, maar steeds meer op iemand als wij." In zijn beoordeling van De zeven samoerai zei Ebert over Ikiru dat het de beste film van Kurosawa is.

## Prijzen
Gewonnen
- 1953 - Filmfestival in Boekarest: Gouden Wolf
- 1954 - Internationaal filmfestival van Berlijn: Speciale prijs[6]

Genomineerd
- 1954 - Internationaal filmfestival van Berlijn: Gouden Beer